# Stazione di La Salle
La stazione di La Salle  (in francese: gare de La Salle) è una fermata ferroviaria posta sulla linea Chivasso-Pré-Saint-Didier. È situata in località Le Pont, lungo la SS 26, assai distante dal capoluogo di La Salle.
La Regione Valle d'Aosta ha sospeso l'esercizio sulla linea da Aosta a partire dal 24 dicembre 2015.

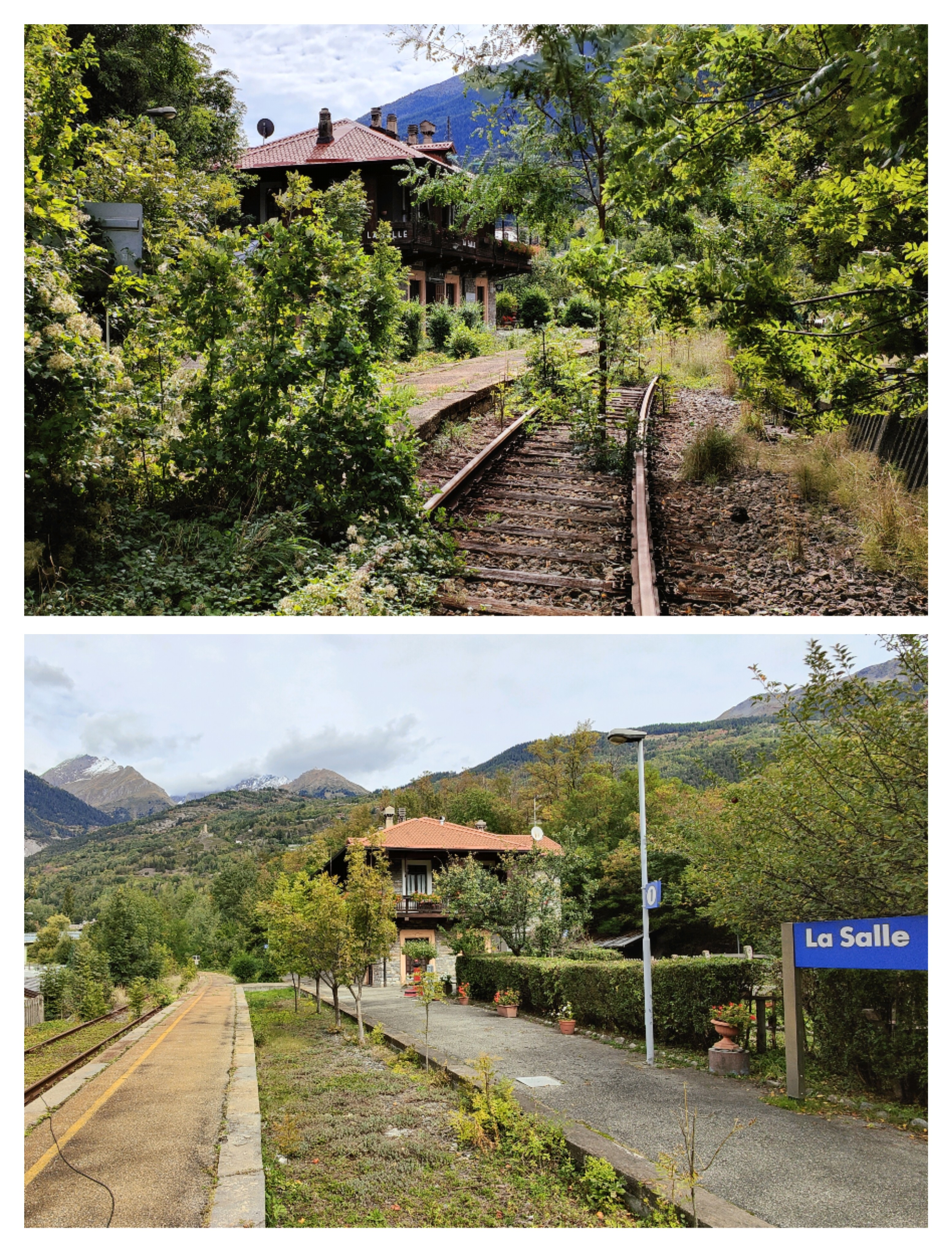
La stazione dismessa (settembre 2022).